# خیلی هیجان‌زده‌ام (فیلم)
خیلی هیجان‌زده‌ام (انگلیسی: I'm So Excited) فیلمی در ژانر کمدی به کارگردانی پدرو آلمودوار است که در سال ۲۰۱۳ منتشر شد.

## بازیگران
- خاویر کامارا
- لولا دوئنیاس
- سیسیلیا روت
- اوگو سیلبا
- بلانکا سوآرس
- پاز وگا
- کارمن ماچی
- پنه‌لوپه کروز
- آنتونیو باندراس
- رائول آره‌والو
- آنتونیو د لا توره
- ناصر صالح
- آگوستین آلمودوار
- میگل آنخل سیلوستره
- کارلوس آرسس
- سوسی سانچس
- گیرمو تولدو